# Raúl Hasbún
Raúl Alfredo Hasbún Zaror (San Bernardo, 6 de junio de 1933) es un sacerdote diocesano chileno de origen palestino cristiano de la arquidiócesis de Santiago. Es conocido popularmente en su país de origen como el «cura Hasbún», por sus comentarios de formación católica emitidos en televisión desde 1977 hasta la actualidad, en canales seculares como Canal 13 y Mega. Además, es colaborador del canal católico EWTN.

## Carrera
Egresó del Liceo de Aplicación y posteriormente fue secretario personal del cardenal Raúl Silva Henríquez, con quien tuvo una conflictiva relación, siendo despedido por él. Es profesor de Teología Moral, de Confesión y de Predicación en el Seminario Pontificio Mayor de los Santos Ángeles Custodios, de la arquidiócesis de Santiago de Chile.  
Fue columnista dominical de El Mercurio, profesor de la Universidad Gabriela Mistral, capellán de los colegios santiaguinos Mariano de Schoenstatt (Providencia) y Santa Úrsula (Vitacura). Pertenece al Instituto Diocesano de Schoenstatt. 
Como director ejecutivo de la Corporación de Televisión de la Universidad Católica entre 1972 y 1974, marcó fuertemente la línea editorial del canal, opositora al gobierno de Salvador Allende en una etapa de gran polarización en el país. Al año siguiente del golpe militar de 1973 que dio inicio a la dictadura militar de Augusto Pinochet, renunció a su cargo por diferencias de índole personal con el rector delegado de la Pontificia Universidad Católica de Chile, vicealmirante Jorge Swett Madge, pese a que Hasbún era partidario ferviente del nuevo régimen. En su reemplazo fue designado Eleodoro Rodríguez Matte.
El 26 de diciembre de 2000 ofició la ceremonia de matrimonio del tenista chileno Marcelo Ríos con la costarricense Giuliana Sotela.
Desde 1977 hasta el 19 de enero de 2001 condujo el espacio de comentarios religiosos y de actualidad de Teletrece, noticiario central de Canal 13, los días viernes, alternando con el monseñor Luis Eugenio Silva, que estaba en los días lunes. Después de su polémica salida de la entonces estación católica el 6 de junio de 2001 por emitir comentarios a favor de Augusto Pinochet y Paul Schäfer —que incluso provocó una nota de la Conferencia Episcopal de Chile en la que esta rechazaba categóricamente los dichos de Hasbún y lo desautorizaba—, llegó a Megavisión en julio de ese año para realizar un espacio de comentarios religiosos (alternando con el presbítero Enrique Opaso, párroco de Reñaca), que iba después del noticiero central Meganoticias; además, algunos domingos celebraba la misa televisada por el canal. Esta situación se prolongó hasta mayo de 2012, cuando el espacio fue cancelado y Hasbún, despedido por los ejecutivos del Holding Bethia que compraron la estación privada a la sucesión de Ricardo Claro. 
Tras finalizar su vínculo con Mega, Hasbún continuó participando y emitiendo comentarios en programas de formación católica que son emitidos en países de habla hispana por la cadena de televisión católica EWTN.

## Afinidades políticas
Fue director ejecutivo de la Corporación de Televisión de la Universidad Católica durante los años 1970 y uno de los más férreos opositores al gobierno de Salvador Allende.
Su defensa de la dictadura militar encabezada por el general Augusto Pinochet, le ha significado diferentes críticas por parte de distintos sectores de la política chilena, incluyendo la propia iglesia. El sacerdote fue uno de los que ofició algunas de las misas de los funerales de Pinochet en 2006.

## Controversias
Hasbún gestionó personalmente la visita de la cantante italiana Rafaella Carrá a Chile que apareció en los programas Sábados Gigantes y Creaciones (en este último caso, curiosamente, el programa se enfocaba en una temática cultural y no en la música popular que cultivaba Carrá). Se ha especulado con un posible interés romántico del sacerdote hacia la artista.[cita requerida]
Durante uno de sus habituales comentarios religiosos en el noticiario central Teletrece de Canal 13, el 19 de enero de 2001, atacó al gobierno y al entonces presidente Ricardo Lagos acusándolos de intentar acallar sus denuncias sobre los crímenes de los regímenes comunistas y sus críticas a lo que él considera una tergiversación de la historia reciente de Chile. Esto motivó su salida de Canal 13, el 6 de junio de 2001 y continuó haciendo sus comentarios religiosos de los días viernes en Mega desde el 6 de julio de 2001 hasta mayo de 2012, cuando fue despedido.[cita requerida]
El polémico sacerdote presentó una querella contra Televisión Nacional de Chile el 27 de agosto de 2004 por la imitación que hacía el humorista José Miguel «Papo» Dintrans de él en el segmento Protagonistas de lo Añejo del programa De pé a pá, conducido por Pedro Carcuro, por ofender groseramente la dignidad de los sacramentos de la eucaristía y la confesión y a todos aquellos que profesan la fe cristiana católica, que ganó y que obligó al canal a dar disculpas públicas.[cita requerida]
En junio de 2012 asumió la defensa del sacerdote Cristián Precht, ex vicario de la Solidaridad y de ideas políticas radicalmente opuestas a Hasbún, en el juicio canónico que se siguió en su contra en la Santa Sede por abusos sexuales a menores, en el cual Precht resultó culpable.[cita requerida]

### Acusaciones por violaciones a los derechos humanos
Pocos meses antes del golpe de Estado de 1973, fue acusado de cómplice en el asesinato del obrero Jorge Henríquez González, que, como señaló el detective a cargo de la investigación policial, murió asfixiado al descubrir el robo de los equipos que generaban la interferencia de la señal del Canal 5 de Concepción, declarada ilegal por el gobierno y la Dirección de Servicios Eléctricos; los expedientes del caso desaparecieron después de golpe y este fue sobreseído en 1974. También causó controversia por defender públicamente a través de sus comentarios televisivos a Augusto Pinochet.[cita requerida]
En octubre de 2017, el diputado Hugo Gutiérrez del Partido Comunista, presentó una querella en Concepción por homicidio calificado y asociación ilícita en contra de Hasbún, miembros de la Armada e integrantes de Patria y Libertad, quienes, antes del golpe de Estado, articularon el «Plan Cochayuyo», en cuyo marco se habría asesinado a Raúl Henríquez Gutiérrez.

## Obras
- Buenos días país, recopilación de artículos publicados en La Tercera; Editorial Andrés Bello, Santiago, 1983
- Abrid las puertas al redentor, editorial Schoenstatt, Santiago, 1983
- El valor de la palabra, Andrés Bello, Santiago, 1985
- Testimonios, Editorial Don Bosco, 1995 isbn 9789561802544 / 9561802546
- El señor de los días, 150 columnas publicadas en El Mercurio; Ediciones Universidad San Sebastián, Santiago, 2018